# Foumban
Foumban is een stad in Kameroen, hoofdstad van het departement Noun in de provincie Ouest. Het Noun-departement wordt bewoond door voornamelijk Bamoun. In Foumban vindt men dan ook het paleis van de Sultan der Bamoun. Voordat het land Kameroen een eenheid werd, was het Noun-departement een zelfstandig koninkrijk.
Namen van enkele wijken van Foumban: Njissé, Njintout, Njinka, Fountèn, Njindare.
Foumban is thuisbasis van een van de grootste oppositiepartijen in Kameroen, de UDC onder leiding van Ndam Njoya. Laatstgenoemde is ook geruime tijd burgemeester geweest van Foumban. Zijn verkiezing tot burgemeester leidde destijds tot grote beroering en schermutselingen omdat hierdoor de Sultan, toenmalig kandidaat voor het burgemeesterschap namens de regerende RDPC-partij, de nederlaag leed.